# Progledaj srcem

Progledaj srcem, godišnji je koncert popularne duhovne glazbe u Zagrebu, u organizaciji Laudato televizije i udruge »Ime dobrote«. Prvo izdanje koncerta održano je 27. studenoga 2014. u zagrebačkom Hypo centru. Tijekom godina koncert je postao najveći glazbeni događaj duhovne glazbe u Hrvatskoj, koji okuplja najpoznatija imena hrvatske duhovne glazbene scene (Cro sacro).
Šesto izdanje koncerta 4. lipnja 2022., uoči svetkovine Duhova, na maksimirskom stadionu okupilo je 55 000 posjetitelja, što ga čini najvećim takvim koncertom u novijoj hrvatskoj povijesti. Pismo i pozdrave sudionicima i posjetiteljima Duhovskoga bdjenja na Maksimiru uputio je u danima uoči koncerta poglavar Katoličke Crkve papa Franjo te je ono pročitano na početku samoga koncerta. Na koncertu je sudjelovalo 16 izvođača i ukupno stotinu glazbenika.

## Održani koncerti
| nadnevak                | mjesto održavanja                 | posjećenost | izvođači | duhovnici i gosti                                                                  |  |
| ----------------------- | --------------------------------- | ----------- | --- | ---------------------------------------------------------------------------------- |  |
| 27. studenoga 2014.     | Hypo centar (City Plaza Zagreb)   | 2 000       | Alan Hržica Apostoli mira Božja pobjeda Božja slava band Čedo Antolić i zbor Hrid VS Matheus Zbor Mihovil VIS Proroci Nina Badrić Ivana i Marija Husar                                                                                           |                                                                                    |  |
| 26. studenoga 2015.     | Mala dvorana, Dom sportova        | 4 000       | Božja pobjeda Cobus fra Marin Karačić Zbor Mihovil Nadbiskupijski zbor mladih October Light Petra Antolić Redovnički band aid VIS Proroci Zbor Izvor                                                                                             |                                                                                    |  |
| 18. veljače 2017.       | Košarkaški centar Dražen Petrović | 6 000       | Božja pobjeda Emanuel Zvonimir Kalić fra Marin Karačić Dijana Lončarek Messengers Zbor Mihovil Nadbiskupijski zbor mladih October Light |                                                                                    |  |
| 21. travnja 2018.       | Košarkaški centar Dražen Petrović | 6 000       | Ante Cash Božja pobjeda fra Ivan Matić fra Marin Karačić Mia Dimšić Rafael Dopulić Rafo Zvonimir Kalić Diana Lončarek Zbor Mihovil Scinfidelity Orchestra sestre Palić SKAC Zagreb Nadbiskupijski zbor mladih Veritas Aeterna Zajednica Cenacolo |                                                                                    |  |
| 11. svibnja 2019.       | Arena Zagreb                      | 18 500      | Ante Cash Božja pobjeda Emanuel fra Marin Karačić Zbor Mihovil Hana Pölhe i sestre Halužan sestre Palić Rafael Dopulić Rafo |                                                                                    |  |
| 4. lipnja 2022.         | Stadion Maksimir                  | 55 000      | Alan Hržica Amorose Božja pobjeda Božja slava band Tony Cetinski Emanuel fra Ivan Matić Vanessa Mioč fra Marin Karačić Klapa Sveti Juraj HRM Rafael Dropulić Rafo sestre Halužan sestre Husar sestre Palić Zbor Mihovil Doris Dragović           |                                                                                    |  |
| 27. svibnja 2023.       | Arena Zagreb                      | 17 000      | Amorose Božja slava band Emanuel Matej Galić i Yeshua | Stjepan Brčina Jim Caviezel Mijo Grozdanić Marko Kovač Ivan Matić Dražen Radigović |  |
| 24. i 25. svibnja 2024. | Arena Zagreb                      |             | |                                                                                    |  |
| 17. i 18. svibnja 2025. | Arena Zagreb                      | 20 000      | |                                                                                    |  |

## Vanjske poveznice
- Službene stranice